# Tomoffel

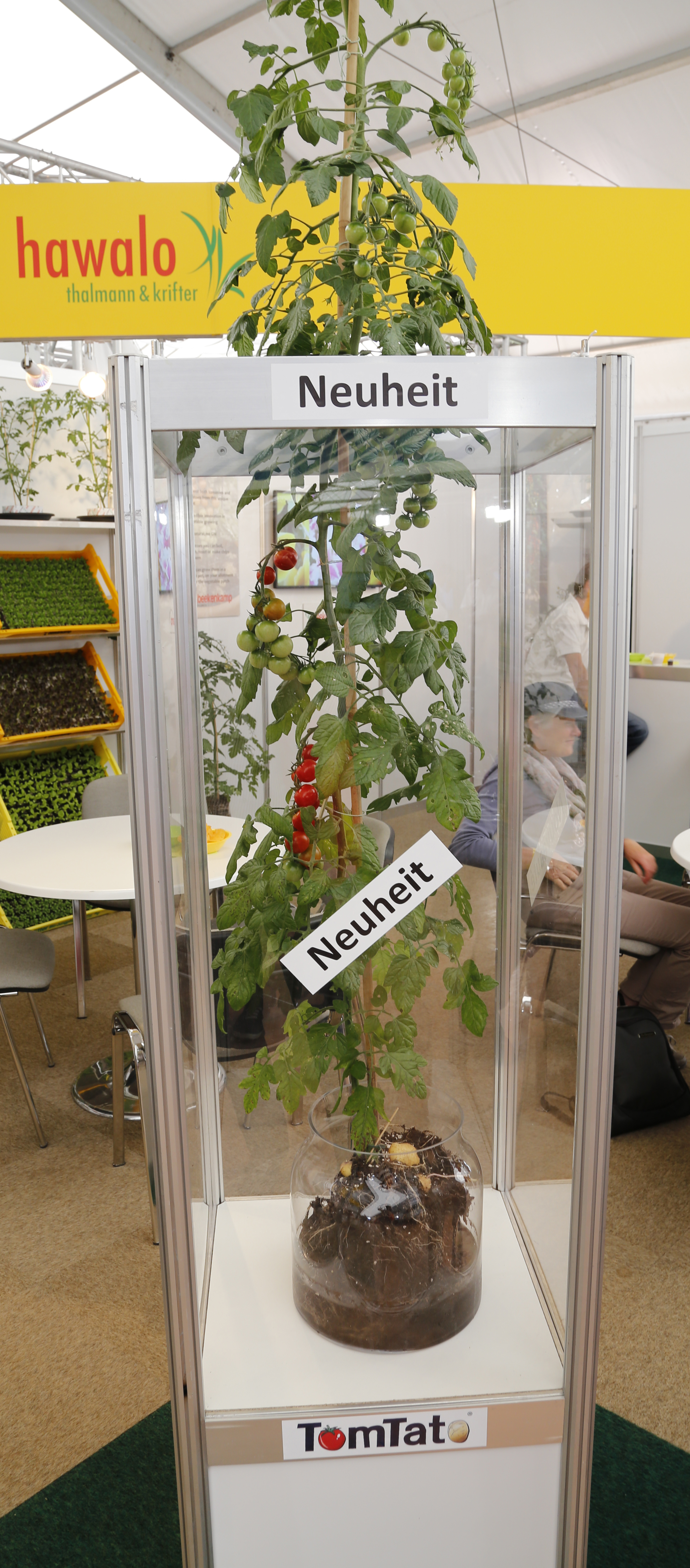

Eine Tomoffel (auch Tomtoffel oder Tomatoffel) ist eine somatische Hybride (Mischung) aus Tomate und Kartoffel. Diese kann durch eine Protoplastenfusion erzeugt werden. Bei dem Vorgang verbinden sich die Zellen der Tomate und der Kartoffel miteinander.
So werden zwei Fruchtarten erzeugt: Tomaten und Kartoffeln an bzw. unter der Pflanze. Diese Verbindung aus Tomate und Kartoffel erweist sich jedoch als genetisch so instabil, dass sie keine fruchtbaren Samen bilden kann.
Eine andere Möglichkeit besteht darin, eine Tomatenpflanze auf eine Kartoffelpflanze als Unterlage zu pfropfen. Auch diese Kombination wird als „Tomoffel“ bezeichnet und ist nicht mit der genetischen Instabilität der Zellhybriden behaftet. (Sie bildet normale Tomatenfrüchte aus.)
Die Tomoffel gehört zu den Nachtschattengewächsen. Erste Hybride wurden von dem Tübinger Biologen Georg Melchers 1978 gezüchtet.
Das Wort Tomoffel wurde erstmals von Ernst Penzoldt in seinem 1930 veröffentlichten Roman Die Powenzbande verwendet.